# 23232 Buschur
23232 Buschur este un asteroid din centura principală de asteroizi.

## Descriere
23232 Buschur este un asteroid din centura principală de asteroizi. A fost descoperit pe 21 noiembrie 2000 la Socorro, New Mexico, în cadrul proiectului LINEAR. Asteroidul prezintă o orbită caracterizată de o semiaxă mare de 2,45 ua, o excentricitate de 0,19 și o înclinație de 3,7° în raport cu ecliptica.